# Woss Lake Provincial Park
Der Woss Lake Provincial Park ist ein 66,34 km² großer Naturpark auf Vancouver Island in der Provinz British Columbia in Kanada. Orte in der Nähe des Sees sind im Süden Woss und im Norden Zeballos. Eine besondere Sehenswürdigkeit ist ein Wasserfall am Südende des Lake Woss, der allein eine Fläche von 13,66 km² aufweist. Er liegt rund 150 m über dem Meeresspiegel. Der Park wurde 1995 eingerichtet.
Bei dem Park handelt es sich um ein Schutzgebiet der Kategorie II (Nationalpark).
Der Name Woss kommt aus dem Kwakwala und bedeutet „Fluss auf Grund“ und war zugleich der Name eines Dorfes am Zusammenfluss von Woss River und Nimpkish River. Der Woss ist rund 20 km lang.
Der Park liegt im traditionellen Gebiet der 'Namgis First Nation (Nimpkish-Cheslakees), die zu den Kwakwaka'wakw gehören. Außerdem durchzieht ihn ein traditioneller Handelspfad, der Grease trail über den Tahsis Divide. Über diesen „Fettpfad“ wurde das ähnlich der Butter benutzte Fett des Kerzenfischs (Thaleichthys pacificus) transportiert, das ein begehrtes Handelsgut war. Sein Vorteil lag darin, dass es im Gegensatz zu sonstigem Fischöl fest war.
Der Pfad dient heute als Motorradpfad. So genannte Culturally Modified Trees, also aufgrund von kulturellen Aktivitäten der Ureinwohner veränderte Bäume, sind dort identifiziert worden. Nur zwei dieser Bäume stehen noch heute am Oolichan Trail, wie der Grease trail auch genannt wird. Mit Oolichan wurde der Kerzenfisch bezeichnet. Die beiden Bäume tragen Gesichter und blicken nach Norden und Süden. Möglicherweise markierten sie die Grenze zwischen zwei Stammesgebieten, wahrscheinlicher ist aber, dass es dort rituelle Zusammenkünfte gab. Obwohl der Pfad nicht leicht zu befahren und, bedingt durch die starken Regenfälle, schnell überwuchert wird, ist sein Pass mit 500 m Höhe doch vergleichsweise niedrig.

## Geschichte
Der erste überlieferte europäische Besucher war Captain Hamilton Moffat, Angestellter der Hudson’s Bay Company in Fort Rupert unweit Port Hardy. Moffat verließ das Fort am 1. Juli 1852 Richtung Nimpkish in Begleitung von sechs Indianern. Den Woss Lake nannte er „Kanus Lake“, als er ihn am 4. Juli erreichte. Am nächsten Tag versuchte er zusammen mit einem seiner Begleiter die Rugged Mountains zu besteigen – den Berg im Westen nannte er Ben Lomond –, doch scheiterten sie. So setzte die Gruppe ihren Weg auf dem Oolichan-Pfad Richtung Tahsis Inlet fort.
Der nächste Weiße besuchte die Gegend erst 1865. Am 10. September dieses Jahres überquerte die Vancouver-Island-Expedition unter Leitung von John Buttle vom Tahsis Inlet her, die Insel. Der Woss Lake erhielt nun den Namen „Conuma Lake“. Begleitet wurde er von einem Indianer aus dem Clayoquot Sound und Tomo Antoine, einem Irokesen, der mehrere Expeditionen auf der Vancouver-Insel begleitete. Hauptaufgabe der Expedition war die Suche nach Gold.
Auch sie folgte dem Oolichan Trail, der allerdings seit mehreren Jahren außer Gebrauch war – vermutlich wegen der katastrophalen Pockenepidemie von 1862. Schwere Regenfälle und die Überwucherung des Pfades setzten der Expedition zu, die außer Kupfer nichts fand. Schließlich weigerten sich die beiden Indianer weiterzusuchen. Sie fürchteten den steilen Abstieg ins Nimpkish-Tal. Die beiden wollten zum Nootka Sound zurückkehren, doch Buttle wartete sechs Tage, bis der Regen nachließ, und ruderte und segelte über den See. Unter schwierigen Bedingungen ging es weiter nach Kleetsic oder White River, einem Fluss, der sein Wasser aus dem oberhalb liegenden Gletscher bezieht. Doch auch hier fand Buttle kein Gold.
1868 kam ein Angestellter der Hudson’s Bay Company, Pym Nevin Compton, an den White River, genauer an den Woss Lake, und er fand einen Baum mit Buttles eingeschnitztem Namen. Er selbst war von der Ostküste den Nimpkish aufwärts gekommen.
Nach ihm kam weitere 26 Jahre lang kein Europäer mehr zum Südufer des Woss Lake, doch kamen erste Holzfäller an die Nordseite. Einige pictographs genannte Malereien haben sich nahe dem heutigen Campingplatz knapp oberhalb der Wasserlinie erhalten.
Reverend William Bolton versuchte 1894 Vancouver Island von Nord nach Süd zu überqueren. Am 2. August beging die Expedition den Oolichan Trail von Tahsis nach Bolton Camp am Woss Lake. Dort mussten die Männer bis zum 10. August auf den zurückgebliebenen Bolton warten, der sich nur mühsam durchgeschlagen hatte. Als sie schließlich bei Sonnenschein über den See fuhren notierte er: „Es gibt so viel Schönheit an diesem Ort, dass wir glücklich waren, den ganzen Tag hier verbringen zu können. Allein der Kowse-Gletscher auf dem Gipfel der Rugged Mountains ist es wert viele Meilen zu gehen, um ihn zu sehen, dazu kommen die Wasserfälle, die von überall her zu kommen scheinen, sich am Grund in den milchweißen Strom ergießen, der selbst in der mittags kochenden Sonne zu kalt war, um auch nur daraus zu trinken.“ Dann zogen sie unter großen Mühen weiter Richtung Tahsis.
2001 begann die 'Namgis First Nation, den Handelspfad zu erneuern. Plätze zum Campen wurden gekennzeichnet, dazu kamen archäologische Untersuchungen. Zusammen mit Ecotrust Canada wurde ein Businessplan formuliert, dazu kam Unterstützung seitens der Provinz und der kanadischen Regierung. Der Community Economic Adjustment Fund, die North Vancouver Island Aboriginal Training Society und der Stamm selbst brachten die fehlenden Mittel und Arbeitskräfte auf. Neben 3 km langen Pfaden musste eine Infrastruktur für Besucher geschaffen werden. Donald Svanvik schnitzte einen Donnervogel in einen Baum am Anfang des Grease Trail im Osten, einen Wolf an das Westende, als Symbol für die Verbindung mit den Mowachaht am Ende des Trails.

## Flora und Fauna
Das Ökosystem von British Columbia wird mit dem Biogeoclimatic Ecological Classification (BEC) Zoning System in verschiedene biogeoklimatischen Zonen eingeteilt. Biogeoklimatische Zonen zeichnen sich durch ein grundsätzlich identisches oder sehr ähnliches Klima sowie gleiche oder sehr ähnliche biologische und geologische Voraussetzungen aus. Daraus resultiert in den jeweiligen Zonen dann auch ein sehr ähnlicher Bestand an Pflanzen und Tieren. Innerhalb dieser Systematik wird das Parkgebiet innerhalb der Coastal Western Hemlock Zone der Very Wet Maritime Subzone sowie der Very Dry Maritime Subzone zugeordnet. Das Gebiet trägt noch Primärwald (old growth forest), ist aber wenig erforscht.
Chinook und Steelhead leben in einem weiter oberhalb des Sees gelegenen Habitat von 1600 ha Fläche, auch sind Wapitis (Cervus elaphus roosevelti, Roosevelt-Wapiti) häufig.

## Benachbarte Parks
Der Woss Lake fließt über den Woss River und den Nimpkish River in den Pazifik ab und entlang des Verlaufs des Nimpkish River erstrecken sich dann der Nimpkish Lake Provincial Park und der Lower Nimpkish Provincial Park.